# Asociación Japonesa de Shōgi
La Asociación Japonesa de Shōgi (日本将棋連盟 Nihon Shōgi Renmei?) es la institución que gobierna el shōgi profesional en Japón, fue fundada en 1924 con el nombre de Asociación de Shōgi de Tokio. Se encarga de marcar el calendario de las competiciones profesionales, colaborar con patrocinadores, organizar torneos y competiciones para títulos oficiales, además publica material relacionado al juego a través de su revista mensual Shōgi Sekai y el periódico semanal Shūkan Shōgi. También supervisa y entrena aprendices que apuntan a ser profesionales.

## Historia
Desde el dominio de las familias o escuelas Ōhashi e Itō en el shogunato de Tokugawa, el título de Meijin era hereditario y el gobierno controlaba las partidas profesionales hasta la Restauración Meiji. En el año 1924 se creó la Asociación de Shōgi de Tokio, con Ichitarō Doi como su presidente, el Meijin Kinjirō Sekine fue el presidente honorario. En 1927 cambió su nombre a Asociación Japonesa de Shōgi cuando Sekine se convirtió en presidente. Desde 1932 hasta 1938 sucedieron varios cambios tanto de nombre de la asociación como de directivos. En 1949 la asociación se convirtió en una entidad legal corporativa.

## Actividades y estructura

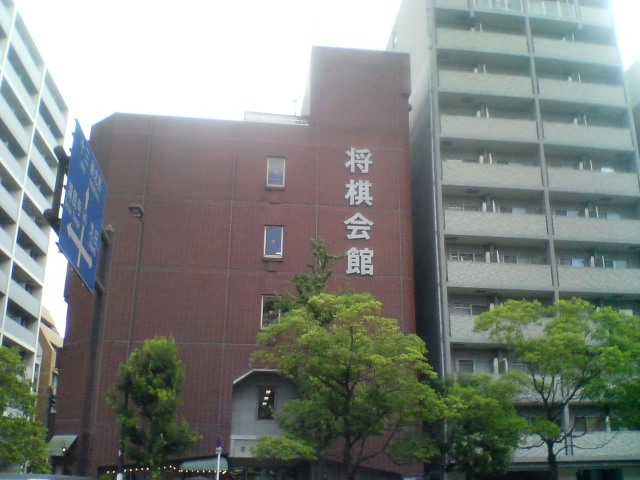
Edificio Kansai Shogi Kaikan en Osaka.

Los miembros de la asociación son de dos tipos: jugadores profesionales, llamados kishi y las jugadoras profesionales, llamadas joryū kishi. Sin embargo existe una asociación separada exclusiva para mujeres profesionales. La asociación realiza varias actividades como negociar contratos con medios de comunicación locales para transmitir partidas o competiciones, publicar registros de partidas y patrocinar eventos. Organiza torneos, reuniones y seminarios, además se dedica a dar a conocer el juego en todo el mundo patrocinando y apoyando torneos internacionales. La asociación tiene sus oficinas generales en el barrio de Shibuya en Tokio, otra de sus oficinas está ubicada en Osaka y una pequeña oficina localizada en Nagoya. Yasumitsu Satō es el presidente de la asociación, cada año, encabezada por Satō, se celebra una reunión para discutir asuntos relevantes. Cada dos años los directivos de la asociación son reelegidos o renovados.
La asociación además de organizar partidas y promover el shōgi, publica material relacionado para aficionados y profesionales, lo hace a través de su propia editorial. El Shūkan Shōgi fue un periódico de publicación semanal, estuvo disponible desde enero de 1984 hasta su descontinuación en marzo de 2016. La revista Shōgi Sekai se continúa publicando de forma mensual.